# Lago Yoho
O lago Yoho é um lago de água doce localizado no  Condado de York, província de Nova Brunswick, no Canadá.

## Descrição
Este lençol de água encontra-se localizado nas coordenadas geográficas 45°46'58 norte e 66°51'57 oeste.

## História do lago Yoho
Este lago, um dos vários lagos situados nos vastos territórios do Condado de York, localiza-se a cerca de 30 km a sudoeste da cidade de Fredericton e apresenta uma superfície que se estende por cerca de 131 hectares, sendo a área da sua bacia hidrográfica de cerca de 842 hectares.
O lago apresenta uma profundidade média de 3,66 metros, com uma profundidade máxima de 11,3 metros. A taxa de renovação das águas é de 1,9 vezes por ano.
Este lago desagua vai desaguar no rio Yoho, que daqui segue para o rio St. John, e através deste para o rio Oromocto Norte e para o rio Oromocto.
Desde a década de 1950 que é possível verificar um aumento das construção de casas no local, tendo ao longo do tempo sido possível verificar uma ocupação de quase todo o litoral do lago. Essa construção, que na década de 1950 era principalmente de carácter sazonal, aos poucos, no entanto, passou a ter um carácter de moradia permanente.
O facto de ter sido melhorado o acesso rodoviário, com novas estradas e acessos, facilitou grandemente o aumento da presença humana no local. Em 2012 havia planos para alargar a construção para além da faixa litoral.
O lago tem suportado a pressão de uma pesca moderada, principalmente de salmonídeos nativos, apesar de ser de assinalar a presença de Micropterus Dolomieu, estes introduzidos. A principal actividade no lago no entanto é a relacionada com a náutica de recreio e a natação.